# 埃米尔·吕莫
埃米尔·吕莫（法語：Émile Rumeau，1878年12月23日—1943年7月8日），生于埃及塞德港，法国男子射击运动员。他曾代表法国参加1920年和1924年夏季奥林匹克运动会射击比赛，共获得二枚银牌。